# Peter Abélard
Peter Abélard (egentlig Pierre Abélard) (født ca. 1080, død 21. april 1142) var en fransk filosof, teolog, komponist og digter kendt for sit tragiske kærlighedsforhold til Héloïse ("Abélard og Heloise").

## Baggrund
Abélard var født i Le Pallet omkring 20 km øst for Nantes som ældste søn af lavadelsmanden Berengarius og fru Lucia. Berengarius var greven af Bretagnes opsynsmand på slottet i Le Pallet. Han gik senere i kloster.  Pierre havde fire søskende, som alle havde frankiske navne: Rudalt, Porcar, Dagobert og Denise. Familien var derfor næppe af bretonsk oprindelse.
Abélard studerede og underviste blandt andet i Paris fra omkring 1100. Som lærer forførte han den 16-årige Héloïse, niece af mester Fulbert, der var kannik ved Notre Dame. Héloïse blev gravid. Da forholdet blev afsløret, smed hendes onkel Abélard ud. Parret flygtede til Bretagne, hvor Héloïse fødte en søn, som hun kaldte Astrolabium efter måleinstrumentet. De rejste tilbage til Paris, hvor de i 1118 giftede sig efter Abélards forslag i håb om at blødgøre mester Fulbert, når Héloïse ikke længere levede i synd. Vielsen skete i hemmelighed, så Abélard kunne fortsætte sin karriere inden for gejstligheden. Ifølge Abélards selvbiografi Historia calamitatus suarum (Mine ulykkers historie) brød Héloïses slægtninge en nat ind i hans soveværelse og kastrerede ham. Han flygtede til St Denis-klosteret i skam og blev munk. Han overtalte Héloïse til at blive nonne i Argenteuil. Efter at Abélards lære om treenigheden blev fordømt som kættersk, grundlagde han et eremithus, som han senere kaldte Le Paraclet ved Nogent-sur-Seine,  og skænkede det senere til Héloïses nonnesamfund, hvor hun var abbedisse. I 1125-1127 var han abbed for Saint-Gildas-de-Rhuys i Bretagne, men måtte flygte, da han ville reformere det.
I Cluny levde han i askese, studerede utrætteligt teologi og trak sine mest stødende doktriner tilbage. Alligevel blev han anklaget for kætteri af sine modstandere med Bernhard af Clairvaux i spidsen. Efter at være kendt skyldig, begav han sig på vej til Rom for at forklare sig og døde i St.Marcel-klosteret ved Chalons-sur-Saône. Han blev gravlagt af Héloïse i Le Paraclet. Hun blev gravlagt ved hans side i 1164. 
Han var hendes store kærlighed. Efter at have læst hans selvbiografi – hvori han fremstod som bitter, men inden for de rammer, helgenbiografien som genre satte – indledte hun en korrespondance, der varede livet ud. Abélard beskrev kastrationen som forsynets retfærdighed og døde overbevist om at have anvendt sine talenter i Guds tjeneste. I brevene fastholder Héloïse sin kærlighed til ham og skæmmes over at gå rundt i klostret og leve et kysk liv, når hun hellere ville ofre sig for sin lærer, forfører, elsker og ægtemand. Hun var stolt af sin kærlighed og henviste til Bibelen og værker fra antikken, deriblandt en dialog om Aspasia, som hun beundrede. 
Om deres søns skæbne ved man meget lidt. "Peter Astrolabium, søn af mester Peter [Abélard]" er omtalt i en nekrolog i Le Paraclet 29. eller 30.oktober, men noget årstal er ikke opgivet. Sandsynligvis har han været gejstlig. 

## Bibelkritik
Fordi han var i tvivl om almenbegrebets eksistens, kom Abélard til den slutning, at treenigheden måske heller ikke havde nogen egen eksistens. Han er en af de første repræsentanter for det nominalistiske syn, som hævder, at ordene kun er navne – der skjules ingen idéverden bag dem. Dermed defineres sandheden af mennesket; den findes hverken ude i verden eller i en ideel sfære over verden. Abélard mente, at synden lå i hensigten, i menneskets indre, ikke i handlingens resultater, og mente dermed også at de, der korsfæstede Kristus, ikke kunne siges at have handlet forkert. De mente jo selv at handle rigtigt. 
Hos Anselm af Canterbury er der med baggrund i Augustin af Hippo overensstemmelse mellem tro og fornuft. Abélard delte ikke den tillid til fornuften. Han mente, man højst kan nå frem til, at trossætningerne ikke strider mod fornuften, og her påpegede han i sit værk Ja og nej hvor vigtigt det er, at man først kritisk undersøger Bibelens, kirkefædrenes, pavernes og koncilernes udsagn. Han viste, hvordan man med den dialektiske metode kunne forlige de mange modstridende udsagn. Abélards dialektiske metode er et hjælpemiddel, der er anvendt siden. Bernhard af Clairvaux afviste imidlertid Abélards syn og fremførte kirkefædrene som autoritet. Han anså, at foreningen med Gud ikke gik gennem fornuften, men gennem mystikoplevelsen og sørgede for, at flere af Abélards udsagn blev stemplet som kætterske. Mens Anselm hævdede "den objektive forsoningslære" (dvs. at Kristi død forsonede Gud med menneskene, fordi Guds ære var groft krænket af menneskenes synder, og den gæld, de derved havde bragt sig i overfor ham, kunne kun Gud i Kristi skikkelse selv betale), hævdede Abélard "den subjektive forsoningslære" (dvs. at Gud af godhed sendte menneskene Kristus som lærer og et eksempel til efterfølgelse, og den kærlighed, Gud viste i Kristi korsdød, vil vække en genkærlighed i menneskene, som forener dem med Gud, hvorved de syndige mennesker forvandles til lydighed mod Guds vilje). 

## Peter Abélard og striden om almenbegreberne
I striden om almenbegreberne (universalerne) havde Peter Abélard lært de to modstridende holdninger at kende hos sine lærere. Først den vidtgående nominalisme hos Roscelinus og derefter den markante realisme hos Wilhelm af Champeaux.
Abélard flyttede i sine skrifter, Logica Ingredientibus og Logica Nostrorum Petitioni Sociorum, hovedvægten i argumentationen fra den ontologiske synsvinkel til den sprogfilosofiske.
Universalerne er ifølge den tolkning hverken "før tingene" (som realisterne påstod) eller "efter tingene" (som nominalisterne påstod), men de skal betragtes som abstraktioner ud fra de enkelte ting, der er opstået i forstanden. De ligger på den måde "i tingene" (in rebus). Ordene som naturlyde (vox) er noget, som hører skabelsen til. Derimod er ordet som mening (sermo) en menneskelig dannelse (institutio). Almenbegreberne står som betydningsbærende mellem de reelle ting og de rene, tankemæssige begreber (ficta). Universaler eksisterer dermed i semantisk forstand (de er mentalt virkelige).
Peter Abélards holdning er betegnet som konceptualisme.
Han udgav også stærkt antijødiske skrifter. 
Abélard blev dømt for kætteri både i 1121 i Soissons; og i 1140 i Sens efter en strid med Bernhard af Clairvaux.

## Peter Abélards værker
- Collationes
- Abaelardi ad amicum suum consolatoria; Historia Calamitatum
- Hymnarium Paraclitensis
- Sic et Non (= Ja og nej)